# Scybalocanthon pinopterus
Scybalocanthon pinopterus là một loài bọ cánh cứng trong họ Bọ hung (Scarabaeidae).